# Vincent Duluc
Vincent Duluc (Vichy, 6 settembre 1962) è un giornalista francese, specializzato in articoli riguardanti il calcio.
È il capo della rubrica calcistica de L'Équipe ed interviene spesso nei programmi calcistici come 100 % Foot su M6 o L'Équipe du soir su L'Équipe TV.
Duluc ha iniziato la sua carriera giornalistica lavorando a Le Progrès di Lione, nel reparto sportivo dell'agenzia di Bourg-en-Bresse presso Lione.
Ha scritto diversi libri, come La grande histoire de l'OL, uscito nel novembre del 2007. L'affaire Jacquet è la sua pubblicazione più recente.